# Бели (мифология)
Бе́ли (др.-сканд. Beli) — в скандинавской мифологии великан-ётун, убитый богом Фрейром.

## Этимология
Beli переводится с древнескандинавского языка как «ревущий», «рычащий». Сходные переводы можно встретить и в других современных языках (англ. Bawler, the howler, нем. der Brüller).

## Бели в древнескандинавских источниках
Бели упомянут в строфе 53 «Прорицания вёльвы», открывающего «Старшую Эдду», где говорится о Фрейре, его убийце.
В «Видении Гюльви» (глава 37) Снорри Стурлусон добавляет несколько деталей к образу великана, рассказывая, что Фрейр был безоружным и сразил Бели оленьим рогом, а затем говоря устами Высокого: 

«Невелико дело была та схватка с Бели, Фрейр мог убить его и кулаком.»
С именем Бели связаны несколько кеннингов: «убийца Бели» и «недруг Бели» (Фрейр), «злой отряд Бели» (великаны).
В древнеисландской литературе можно встретить и других персонажей с именем Бели, например, одного из конунгов в Согне из «Саги о Торстейне сыне Викинга», однако к эддическому великану они никакого отношения не имеют.

## Интерпретации и мнения
Ещё британский филолог Бенджамин Торп отмечал, что миф о Бели в том виде, в котором он до нас дошёл, не полон и далёк от ясности. Возможно, что первоначальный сюжет был утерян уже до Стурлусона и теперь вряд ли подлежит реконструкции.
Отсутствует согласие относительно того, являлся ли Бели братом Герд, жены Фрейра, на что могут косвенно указывать её слова об «убийце брата», приведённые в строфе 16 «Поездки Скирнира». Помимо утвердительных мнений приводятся и противоположные доводы, указывающие, например, на временно́е несоответствие,  возможность толкования приведённого выражения как метафоры или на отсутствие должного подтверждения в первоисточниках. В случае, если такое родство можно принять, то отцом Бели должен быть великан Хюмир. Поэтому немецкий филолог Карл Вайнхольд связывал Бели с водой и видел в нём штурмовой поток.
Если следовать одной из интерпретаций древнеисландской «Песни о Солнце», то олений рог Фрейр добыл в могильном кургане, забрав его у захороненого там предка. Кроме версии, прямо описанной в Младшей Эдде, существует и предположение, что Фрейр расправился с великаном голыми руками. В этом случае, как отмечал германист и историк литератур Рихард Мейер, миф о Бели должен относиться к числу наиболее старых легенд, в которых боги выступают ещё без оружия. Так или иначе, отсутствие меча, который Фрейр отдал своему слуге Скирниру, вероятно, носит ритуальный характер и подчёркивает миролюбивость этого бога.
Немецкий поэт и филолог Карл Зимрок также находил ритуальные мотивы в утрате олицетворяющего солнечный луч меча Фрейра и его ежегодном поединке с Бели, персонификацией весенних штормов. Схожее поэтическое прочтение эддического сюжета: светлый бог лета Фрейр убивает Бели, заснеженного великана зимних штормов, и добивается руки добросердечной Герд (земли, которую держит в ледяных узах её отец Хюмир).
Для последователей Асатру Бели — предводитель ётунов, а среди немецких неоязычников существует мнение, что Бели — волкообразный представитель зимы, которая заканчивается в то время, когда олени сбрасывают рога (этим объясняется миф о Фрейре, убившем Бели оленьим рогом).